# Catedral de Caxias do Sul
La Catedral de Caxias do Sul es un templo de la Iglesia católica que se encuentra en la plaza Dante Alighieri, en el centro de Caxias do Sul, Brasil. Es la sede de la diócesis de Caxias do Sul, y fue dedicado a Santa Teresa, en agradecimiento de los inmigrantes italianos hacia la emperatriz Teresa Cristina, la esposa de Pedro II, emperador de Brasil.

## Historia
Originalmente, cuando los primeros colonos llegaron a Caxias do Sul, en 1875, la región dependía eclesiásticamente de la Parroquia de San José Hortêncio, cuya sede estaba en la actual ciudad de Sao Sebastiao do Cai. El primer sacerdote para atender a la nueva población que se había instalado fue el padre Carlos Blees.
El 19 de mayo de 1877 llegó a la colonia de su primer capellán colonial, el padre Antônio Passaggi, que celebraba el culto en una pequeña choza de bambú, en el antiguo cementerio, de la calle Bento Goncalves, siendo el párroco el padre Augusto Finotti. Tan pobre era, que el tabernáculo para el Santísimo, era la caja de un antiguo reloj de pared.
Más adelante sirvió como iglesia una casa propiedad de Luigi del Canale, en la avenida Júlio de Castilhos. De allí fue trasladada a otra casa alquilada por Carlos Gatti, que fue destruida por un incendio en 1886, junto con todo el archivo parroquial. Entonces, se construyó una gran nave en el lugar donde hoy está la catedral, en el centro de Caxias.
El 26 de abril de 1884, se creó la freguesia de Santa Teresa de Caxias, desconectándola de Sao Sebastiao do Cai, el obispo Sebastião Dias Laranjeira el 20 de mayo de ese año nombró como vicario al padre Augusto Finotti, quien permaneció poco más de 15 días, sucediendo a él padre Agostinho Magon.
En 1888 asumieron la dirección de la parroquia los padres palotinos, oriundos de Alemania, que hicieron venir de Bochum las campanas de acero del templo, pagando por ellas la suma de cinco millones de reis, y las imágenes del Sagrado Corazón de Jesús y del Inmaculado Corazón de María, que se realizaron en la Real Escuela de Arte de Múnich.
La parroquia fue elevada a diócesis el 8 de septiembre de 1934, siendo nombrado primer obispo José Barea, que juró el cargo el 11 de febrero de 1936, pasando la vieja iglesia a denominarse catedral.

## La catedral

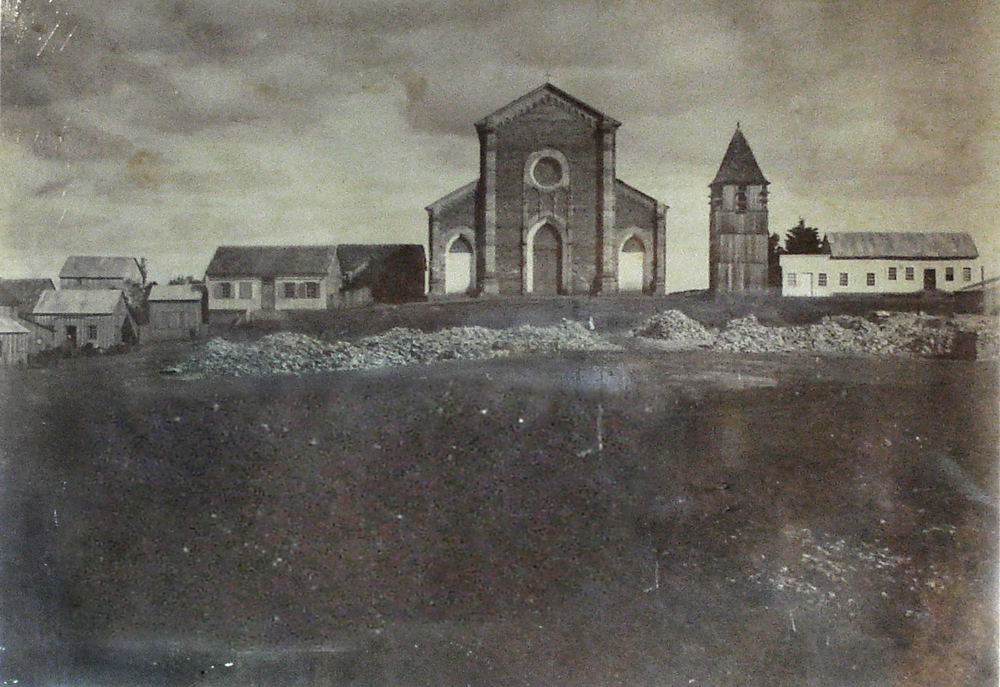
La Catedral en 1899.

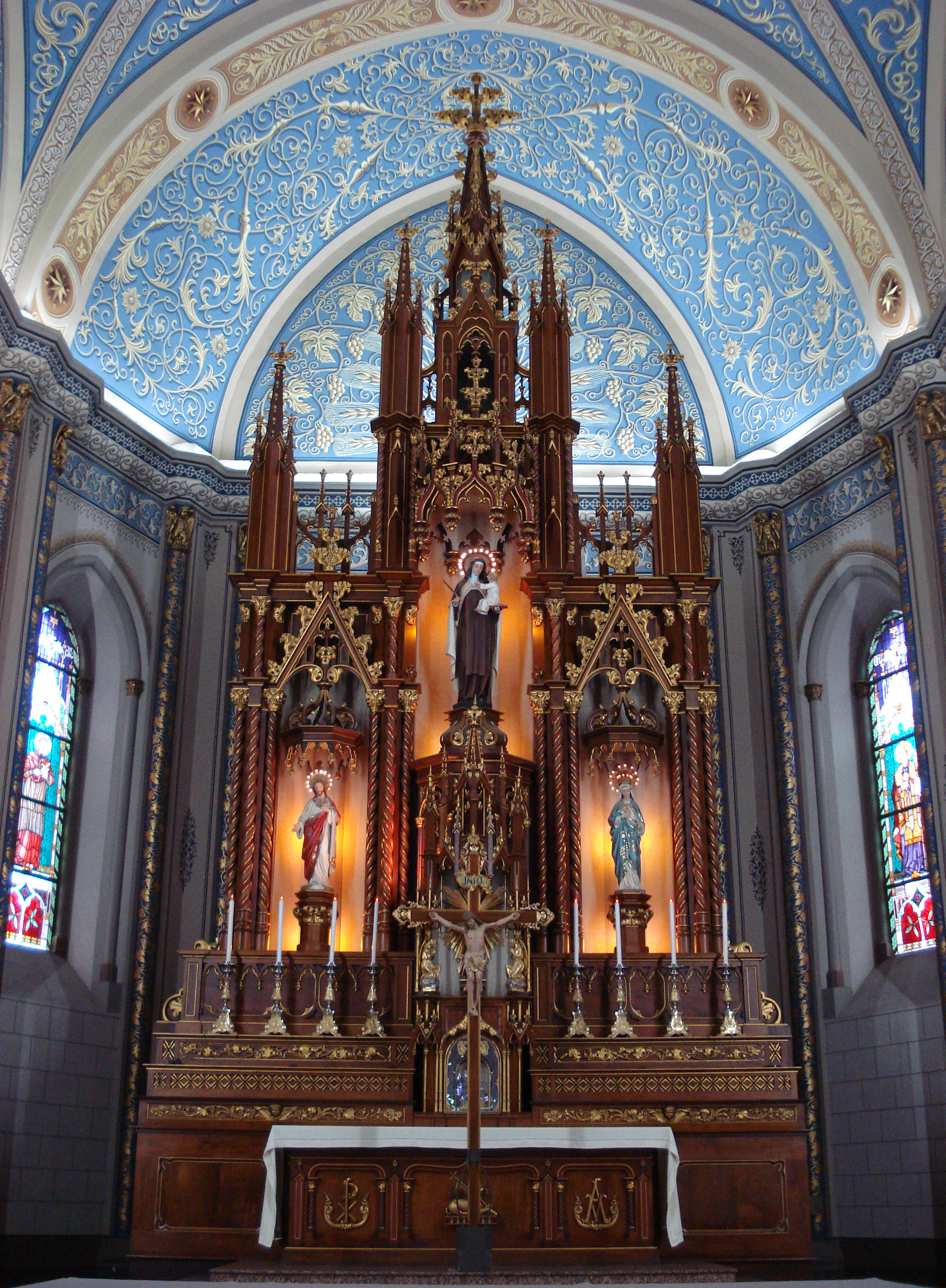
Altar mayor de Francisco Meneguzzo.

El 15 de julio de 1893 fue nombrado asistente por los palotinos  el padre Juan Bautista Argenta, quien inició las obras de la actual catedral, asistida por un Comité formado por Domingo Francisco Maineri, Francisco Balen, Luiz Baldessarini, Luiz Curtolo y Francisco Bonotto, siendo colocada  y bendecida la primera piedra el 5 de diciembre de 1895. El trabajo se desarrolló con gran rapidez, contando con la ayuda espontánea de los colonos, el templo se encontraba ya cubierto, a mediados de 1896, fue inaugurado solemnemente el 14 de octubre de 1899, y consagrado por el obispo Claudio Ponce de León, el 15 de octubre de 1900. Sin embargo, la iglesia no estaba aún completa, faltaba el revestimiento de la fachada, las escaleras de acceso, el revestimiento interno, el altar mayor, los pináculos y otros detalles.
En 1913 se completó el altar principal de estilo neogótico, obra de Francisco Meneguzzi, ayudado por José Gollo y Alejandro Bartele, y fue entronizada la estatua de Santa Teresa. También realizaron los mosaicos del pavimento y el revoco interior.
El 6 de febrero de 1914 se formó un comité para seguir las obras de la fachada, que fue inaugurada el 15 de octubre, festividad de Santa Teresa. El rosetón de la vidriera fue creado por Abramo Eberle, y el revoco, las decoraciones y las torres estaban a cargo de Luis Segalla y Ferruccio Duso. Las puertas laterales, estuvieron terminadas en 1915.
El 26 de noviembre de 1916 se decidió construir una torre campanario de ladrillo a la derecha de la iglesia, de la cual sólo se construyeron los cimientos, y se abandonó el proyecto inicial Francisco Meneguzzoo, y en su lugar se levantó una torre provisional de madera, posteriormente sustituida por una de metal. En 2007 el plan original se reanudó, pero lamentablemente con gran cantidad de modificaciones que desvirtuaron la pureza y elegancia de la línea del proyecto. Por otro lado, el cuerpo impresionante de la catedral hace conjunto con el Palacio episcopal, construido entre 1917 y 1918.
En los años 1940 fue remodeladas las escaleras de acceso y en el templo se llevaron a cabo trabajos de reparación en el techo, sustituyendo las tejas portuguesas por otras de cemento y el interior fue pintado por primera vez, y la madera original del coro fue reemplazada por otra de ladrillo. En los años 1960 se realizaron nuevas obras: fueron finalizadas las columnas internas que aún estaban inacabadas, y el yeso del revoco que estaba literalmente cayendo a pedazos, con peligro para los visitantes, fue completamente rehecho.

## Características

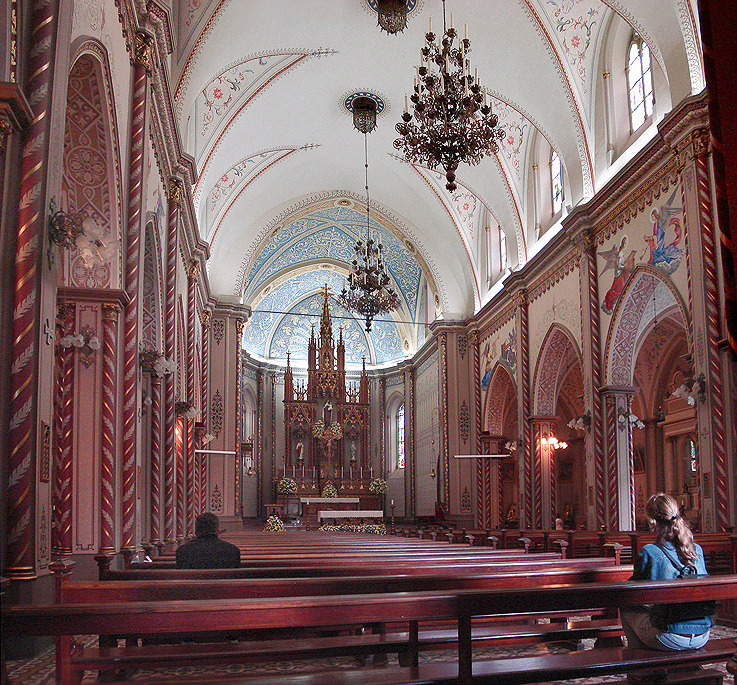
Aspecto del interior.

El diseño sigue un estilo neogótico simplificado, inspirado en la Basílica de San Antonio en Italia. El edificio está sobre un alto basamento con una escalera monumental que conduce a la entrada. La fachada tiene pilastras con tres puertas de arco ojival la central más grande y presenta por encima de ella un gran rosetón, insertado en el frontón, que no muestra otros adornos que un ligero friso geométrico a lo largo de la cornisa de remate. En las esquinas y el ápice del frontón, se encuentran pequeños pináculos.
El interior está dividido en tres naves, con un coro sobre la entrada, y varias capillas laterales, algunos en el mismo estilo y otras en una derivación de estilo neoclásico. El triforio está decorado con un hermoso conjunto de vitrales realizados en Alemania. En la parte inferior de la nave central se encuentra la capilla mayor, donde se encuentra el gran altar y el trono episcopal. A los lados, la sacristía en la parte izquierda y la capilla del Santísimo Sacramento en la parte derecha, donde hay dos bellas imágenes: un Cristo resucitado, de autor desconocido, y otra de Santa Teresa de Pietro Stangherlin, así como un sagrario con las reliquias de la santa.
En los altares alterales hay muchas antiguas esculturas de importantes tallistas locales, como Maria bambina, Santa Inés y un gran crucifijo de Estácio Zambelli, una hermosa Nossa Senhora da Gloria, una de San Francisco y San Anselmo, de autoría  de Pietro Stangherlin, además de varios otros. 

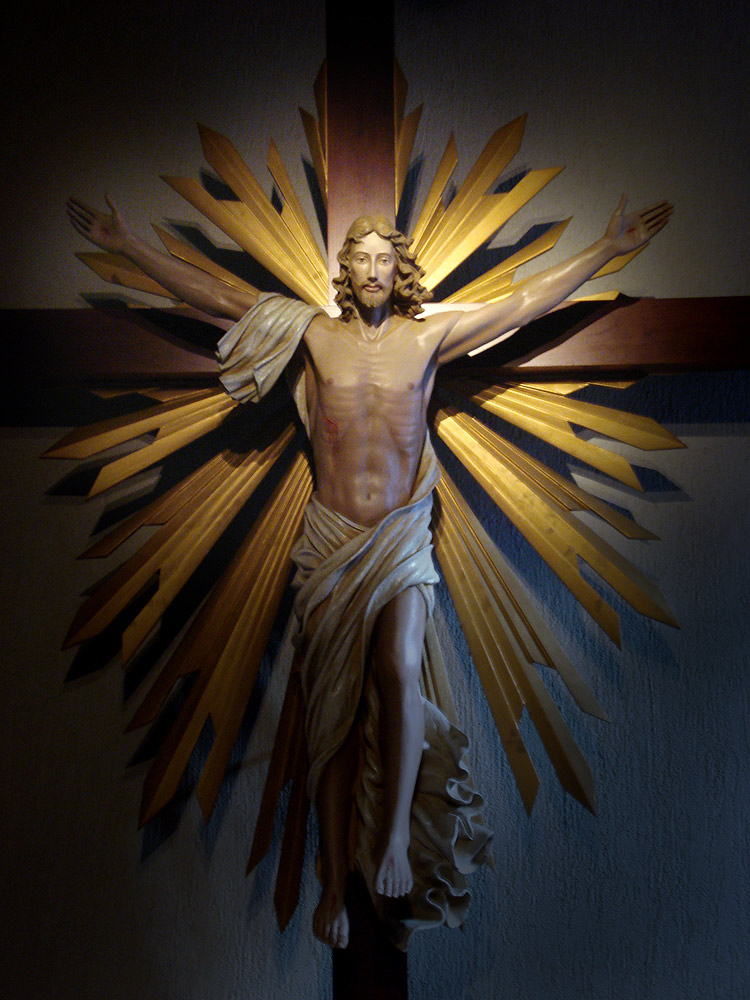
Cristo resucitado, Capilla del Santísimo.
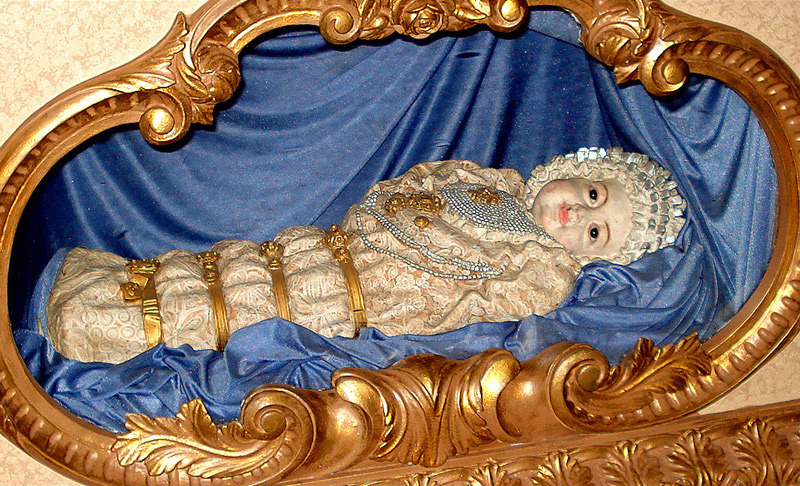
Estácio Zambelli: Maria bambina
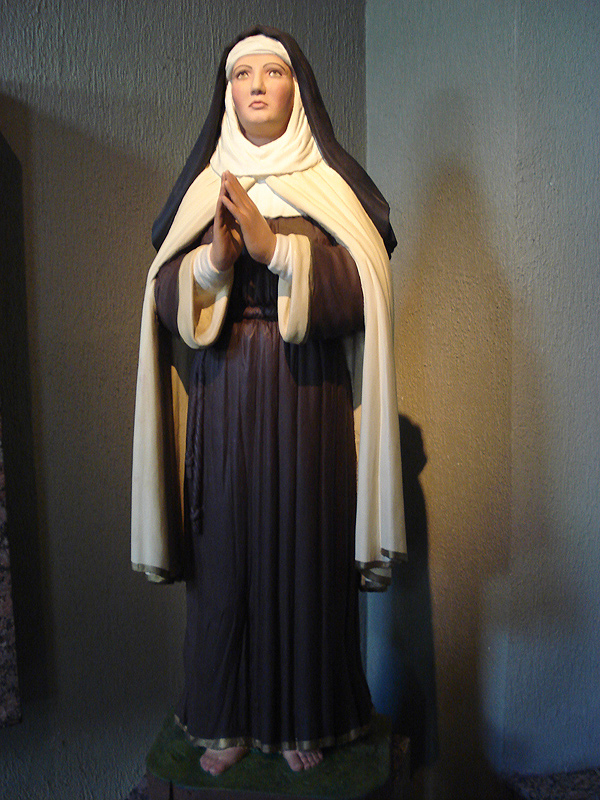
Pietro Stangherlin: Santa Teresa
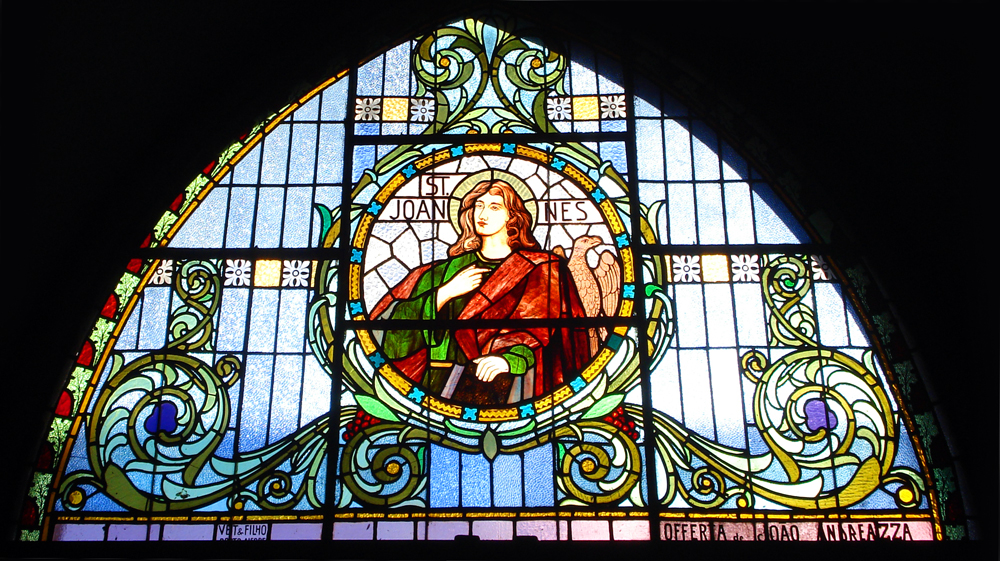
Vitral de San Juan Evangelista.